# Plathypena palpalis
Plathypena palpalis är en fjärilsart som beskrevs av Adrian Hardy Haworth. Plathypena palpalis ingår i släktet Plathypena och familjen nattflyn. Inga underarter finns listade i Catalogue of Life.